# ديفيد غراي
ديفيد غراي (بالإنجليزية: David Gray)‏ (مواليد 4 مايو 1988 في إدنبرة - إسكتلندا) لاعب كرة قدم إسكتلندي يلعب حاليا لصالح نادي الدرجة الممتازة مانشستر يونايتد الإنجليزي منذ 2004 في مركز الظهير الأيمن كما يجيد اللعب في مركز الوسط الأيمن .

## روابط خارجية
- ديفيد غراي على موقع الاتحاد الأوربي (الإنجليزية)
- ديفيد غراي على موقع قاعدة بيانات كرة القدم.إي يو (الإنجليزية)
- ديفيد غراي على موقع Soccerbase.com (لاعب) (الإنجليزية)
- ديفيد غراي على موقع عالم كرة القدم.نت (الإنجليزية)